# Zgodovinski center kralja Abdulaziza
Zgodovinsko središče kralja Abdulaziza (arabsko مركز الملك عبدالعزيز التاريخي) je kompleks, ki vključuje vidne znamenitosti kulture in dediščine v soseskah al-Muraba in al-Futa v Rijadu v Saudovi Arabiji, ki obsegajo palačo Muraba, Narodni muzej Saudove Arabije, fundacijo kralja Abdulaziza za raziskave in arhive, javno knjižnico kralja Abdulaziza, avditorij kralja Abdulaziza, Rdečo palačo in vodni stolp v Rijadu poleg šestih občinskih parkov in vrtov, vključno z nacionalnim muzejskim parkom, parkom al-Vatan, parkom Sto palm in parkom al-Jamama. Januarja 1999 ga je slovesno odprl kralj Fahd, da bi zaznamoval stoletnico Emirata Rijad, prve ponovitve moderne Saudove Arabije.
To ni zgodovinsko središče mesta, saj leži na jugu okoli trdnjave Masmak in glavne petkove mošeje v okrožju Dira. Izvor zgodovinskega središča kralja Abdulaziza je nekdanji kompleks palače Muraba, ki jo je leta 1936/37 zgradil kralj Abdulziz približno 1,5 km severno od starega mesta in daleč zunaj takrat še obstoječega mestnega obzidja.
Po letu 1953 se kompleks palače ni več uporabljal kot glavna kraljeva rezidenca in se počasi ni več uporabljal. Razvojni projekt Muraba se je kasneje začel uporabljati za projekte, povezane s praznovanjem stoletnice leta 1999. Kot tako je bilo območje izbrano za lokacijo več kulturnih institucij, ki se osredotočajo na nacionalno zgodovino na splošno in podrobno na zgodovino sedanje saudske države in njenega ustanovitelja. Posledično je bilo tisto, kar je ostalo od starih kompleksnih stavb palače obnovljeno ali predelano po načrtih, podobnih prvotnim stavbam. Okolica je bila spremenjena v pokrajino parkov in trgov, zgrajene pa so bile nove stavbe, kot je Narodni muzej Saudove Arabije.
Enote na zahodni strani območja so od juga proti severu: predelana mošeja, stara originalna palača Muraba z glavnim divanom, prenovljenim kot živi muzej, Spominska dvorana na obrisih stare hiše na dvorišču, sodobna razstavna dvorana za zbirko avtomobilov, na odtisih starega majlisa in skupščinske dvorane novo glavno preddverje in večnamenska dvorana Al-Dara, dokumentacijski center z ločeno moško in žensko knjižnico, umetniška galerija in velik notranji vrt. Na vzhodni strani je bil nov Narodni muzej zgrajen skupaj s Fundacijo kralja Abdulaziza za raziskave in arhive. Na jugu je bilo območje okoli starega vodnega stolpa preurejeno in zdaj vključuje majhen tematski park. Celoten projekt naj bi stal približno 680 milijonov saudskih rialov (približno 181,33 milijona takratnih ameriških dolarjev)  in pokriva območje približno 360.000 kvadratnih metrov.